# Pallavolo Pinerolo 2019-2020
Questa voce raccoglie le informazioni riguardanti la Pallavolo Pinerolo nelle competizioni ufficiali della stagione 2019-2020.

## Organigramma societario
Area direttiva
- Presidente: Claudio Prina

Area tecnica
- Allenatore: Michele Marchiaro
- Allenatore in seconda: Alberto Naddeo

## Rosa
| N° | Nome               | Ruolo | Data di nascita  | Nazionalità sportiva |
| -- | ------------------ | ----- | ---------------- | -------------------- |
| 1  | Nicoletta Casalis  | C     | 19 gennaio 1998  | Italia               |
| 2  | Carola Nasi        | L     | 25 febbraio 2001 | Italia               |
| 3  | Silvia Fiori       | L     | 18 luglio 1994   | Italia               |
| 4  | Veronica Allasia   | P     | 21 giugno 2000   | Italia               |
| 5  | Michela Ciarrocchi | C     | 16 dicembre 1999 | Italia               |
| 8  | Serena Bertone     | C     | 2 luglio 1995    | Italia               |
| 9  | Jennifer Boldini   | P     | 6 aprile 1999    | Italia               |
| 11 | Elisabetta Tosini  | S     | 15 giugno 2000   | Italia               |
| 12 | Laura Grigolo      | S     | 1º marzo 1996    | Italia               |
| 13 | Valentina Zago     | O     | 21 febbraio 1990 | Italia               |
| 15 | Simona Buffo       | S/O   | 29 agosto 1998   | Italia               |
| 17 | Silvia Bussoli     | S     | 22 novembre 1993 | Italia               |

## Risultati

### Serie A2

#### Regular season

##### Girone di andata
| 1ª giornata - 6 ottobre 2019 Palazzetto dello sport, Pinerolo     | Pinerolo             | 3 - 0 | Montale          | 25-20, 25-23, 25-21               |
| 2ª giornata - 13 ottobre 2019 PalaCesari, Cutrofiano              | Cutrofiano           | 0 - 3 | Pinerolo         | 22-25, 21-25, 22-25               |
| 3ª giornata - 20 ottobre 2019 Palazzetto dello sport, Pinerolo    | Pinerolo             | 2 - 3 | Adolfo Consolini | 23-25, 10-25, 25-17, 28-26, 15-17 |
| 4ª giornata - 27 ottobre 2019 PalaScoppa, Soverato                | Soverato             | 3 - 2 | Pinerolo         | 21-25, 26-24, 26-24, 23-25, 15-10 |
| 5ª giornata - 31 ottobre 2019 Palazzetto dello sport, Pinerolo    | Pinerolo             | 3 - 0 | Hermaea          | 25-16, 25-19, 25-16               |
| 6ª giornata - 3 novembre 2019 Palazzetto dello sport, Martignacco | Libertas Martignacco | 2 - 3 | Pinerolo         | 25-23, 18-25, 25-16, 22-25, 14-16 |
| 7ª giornata - 10 novembre 2019 Palazzetto dello sport, Pinerolo   | Pinerolo             | 3 - 1 | Club Italia      | 22-25, 28-26, 25-22, 25-17        |
| 8ª giornata - 17 novembre 2019 Palazzetto dello sport, Pinerolo   | Pinerolo             | 3 - 0 | Academy Sassuolo | 28-26, 25-19, 25-20               |
| 9ª giornata - 24 novembre 2019 Palestra comunale, Talmassons      | Talmassons           | 0 - 3 | Pinerolo         | 23-25, 19-25, 23-25               |

##### Girone di ritorno
| 10ª giornata - 1º dicembre 2019 Palestra Magagni, Castelnuovo Rangone     | Montale          | 3 - 1 | Pinerolo             | 24-26, 25-18, 25-18, 25-18        |
| 11ª giornata - 8 dicembre 2019 Palazzetto dello sport, Pinerolo           | Pinerolo         | 3 - 0 | Cutrofiano           | 25-21, 25-21, 25-18               |
| 12ª giornata - 15 dicembre 2019 Palazzetto dello sport, S. Giovanni in M. | Adolfo Consolini | 3 - 1 | Pinerolo             | 24-26, 25-18, 25-17, 25-22        |
| 13ª giornata - 22 dicembre 2019 Palazzetto dello sport, Pinerolo          | Pinerolo         | 1 - 3 | Soverato             | 25-12, 23-25, 22-25, 23-25        |
| 14ª giornata - 26 dicembre 2019 Geopalace, Olbia                          | Hermaea          | 3 - 0 | Pinerolo             | 25-14, 25-12, 25-21               |
| 15ª giornata - 29 dicembre 2019 Palazzetto dello sport, Pinerolo          | Pinerolo         | 3 - 2 | Libertas Martignacco | 25-17, 20-25, 21-25, 25-18, 15-13 |
| 16ª giornata - 5 gennaio 2020 Centro Pavesi, Milano                       | Club Italia      | 0 - 3 | Pinerolo             | 21-25, 24-26, 19-25               |
| 17ª giornata - 12 gennaio 2020 PalaPaganelli, Sassuolo                    | Academy Sassuolo | 1 - 3 | Pinerolo             | 25-16, 23-25, 19-25, 24-26        |
| 18ª giornata - 19 gennaio 2020 Palazzetto dello sport, Pinerolo           | Pinerolo         | 1 - 3 | Talmassons           | 23-25, 18-25, 25-21, 23-25        |

#### Pool promozione

##### Girone di andata
| 1ª giornata - 9 febbraio 2020 Palazzetto dello sport, Pinerolo | Pinerolo      | 3 - 0 | Futura Giovani  | 25-20, 25-19, 25-23              |
| 2ª giornata - 16 febbraio 2020 PalaSanbapolis, Trento          | Trentino Rosa | 3 - 2 | Pinerolo        | 25-19, 25-9, 11-25, 20-25, 15-13 |
| 3ª giornata - 11 marzo 2020 Palazzetto dello sport, Pinerolo   | Pinerolo      | -     | Mondovì         | annullata                        |
| 4ª giornata - 18 marzo 2020 PalaRuffini, Torino                | CUS Torino    | -     | Pinerolo        | annullata                        |
| 5ª giornata - 8 marzo 2020 Palazzetto dello sport, Pinerolo    | Pinerolo      | -     | Olimpia Teodora | annullata                        |

##### Girone di ritorno
| 6ª giornata - 15 marzo 2020 Palazzetto San Luigi, Busto Arsizio | Futura Giovani  | - | Pinerolo      | annullata |
| 7ª giornata - 22 marzo 2020 Palazzetto dello sport, Pinerolo    | Pinerolo        | - | Trentino Rosa | annullata |
| 8ª giornata - 29 marzo 2020 PalaManera, Mondovì                 | Mondovì         | - | Pinerolo      | annullata |
| 9ª giornata - 5 aprile 2020 Palazzetto dello sport, Pinerolo    | Pinerolo        | - | CUS Torino    | annullata |
| 10ª giornata - 11 aprile 2020 PalaCosta, Ravenna                | Olimpia Teodora | - | Pinerolo      | annullata |

### Coppa Italia di Serie A2

#### Fase a eliminazione diretta
| Quarti di finale - 22 gennaio 2020 PalaManera, Mondovì | Mondovì | 3 - 1 | Pinerolo | 25-17, 19-25, 25-22, 25-18 |

## Statistiche

### Statistiche di squadra
| Competizione             | Punti | In casa | In casa | In casa | In trasferta | In trasferta | In trasferta | Totale | Totale | Totale |
| Competizione             | Punti | G       | V       | P       | G            | V            | P            | G      | V      | P      |
| ------------------------ | ----- | ------- | ------- | ------- | ------------ | ------------ | ------------ | ------ | ------ | ------ |
| Serie A2                 | 37    | 10      | 7       | 3       | 10           | 5            | 5            | 20     | 12     | 8      |
| Coppa Italia di Serie A2 | -     | 0       | 0       | 0       | 1            | 0            | 1            | 1      | 0      | 1      |
| Totale                   | -     | 10      | 7       | 3       | 11           | 5            | 6            | 21     | 12     | 9      |

G = partite giocate; V = partite vinte; P = partite perse